# Trường Quốc tế Nhật Bản
Trường học Nhật Bản tại Hà Nội (ハノイ日本人学校 Hanoi Nihonjin Gakkō) là một Trường quốc tế Nhật Bản.
Trường được thành lập vào tháng 4 năm 1996, với tuyển sinh ban đầu là 13 học sinh. Lúc đầu trường được đặt tại Trường Đại học Giao thông Vận tải với đội ngũ giáo viên gồm 5 người.

## Chuyên sâu
(tiếng Nhật)
Bài viết riêng biệt
- Morishita, Kiyoko (森下 規代子; Osaka University of Comprehensive Children Education). "A report of the research on Vietnam Japanese School" [sic] (Archive Lưu trữ ngày 7 tháng 2 năm 2019 tại Wayback Machine) (ベトナム日本人学校 調査報告). Journal of Osaka University of Comprehensive Children Education (大阪総合保育大学紀要) (3), 157-168, 2009-03-20. Info at CiNii. - English abstract available on pages 10-12 of 12

Bài viết của cựu nhân viên
- Ishikawa, Yasuo (石川 泰雅; 前ハノイ日本人学校教諭・埼玉県埼玉郡宮代町立須賀中学校教諭). "ハノイ日本人学校における特別活動の取り組みについて: 児童一人ひとりを生かす学校行事を目指して." 在外教育施設における指導実践記録 24, 27-31, 2001. Tokyo Gakugei University. Info at CiNii.
- 青谷 正人 (前ハノイ日本人学校:北海道沙流郡日高町立厚賀中学校). "ハノイ日本人学校における進路資料室開設と進路便り発行への取り組み(その他)" (Lưu trữ ngày 6 tháng 10 năm 2016 tại Wayback Machine). 在外教育施設における指導実践記録 33, 219-222, 2010-12-24. Tokyo Gakugei University. Info at CiNii.
- 武山 昌裕 (北海道旭川市立東五条小学校・ハノイ日本人学校(前)). "ハノイ日本人学校における国際理解教育(第4章国際理解教育・現地理解教育)." 在外教育施設における指導実践記録 27, 53-56, 2004. Tokyo Gakugei University. Info at CiNii.